# Kota Takai
Kota Takai (高井 幸大 Takai Kōta?, Tsurumi, 4 de septiembre de 2004) es un futbolista japonés que juega en la demarcación de defensa para el Tottenham Hotspur F. C. de la Premier League.

## Trayectoria
Se formó en el Kawasaki Frontale y en abril de 2022 hizo su debut con el primer equipo. Desde entonces ayudó a ganar la Copa del Emperador 2023 y la Supercopa de Japón 2024, año en el que fue nombrado mejor jugador joven de la J1 League. Llegó a disputar un total de 81 partidos, en los que marcó cuatro goles, antes de ser traspasado en julio de 2025 al Tottenham Hotspur F. C.

## Selección nacional
Tras jugar en las categorías inferiores de la selección, finalmente el 5 de septiembre de 2024 hizo su debut con la selección de Japón en un partido de clasificación para la Copa Mundial de Fútbol de 2026 contra China que finalizó con un resultado de 7-0 a favor del combinado japonés tras los goles de Wataru Endō, Kaoru Mitoma, Take Kubo, Junya Ito, Daizen Maeda y un doblete de Takumi Minamino.

## Clubes
| Club                    | País       | Año       | Partidos | Goles |
| ----------------------- | ---------- | --------- | -------- | ----- |
| Kawasaki Frontale       | Japón      | 2022-2025 | 81       | 4     |
| Tottenham Hotspur F. C. | Inglaterra | 2025-     |          |       |

## Palmarés

### Títulos nacionales
| Título             | Club              | País  | Año  |
| ------------------ | ----------------- | ----- | ---- |
| Copa del Emperador | Kawasaki Frontale | Japón | 2023 |
| Supercopa de Japón | Kawasaki Frontale | Japón | 2024 |

### Títulos internacionales
| Título                         | Equipo       | Sede  | Año  |
| ------------------------------ | ------------ | ----- | ---- |
| Copa Asiática Sub-23 de la AFC | Japón sub-23 | Catar | 2024 |

### Distinciones individuales
| Distinción                     | Año  |
| ------------------------------ | ---- |
| Novato del Año de la J. League | 2024 |